# Delage Type H

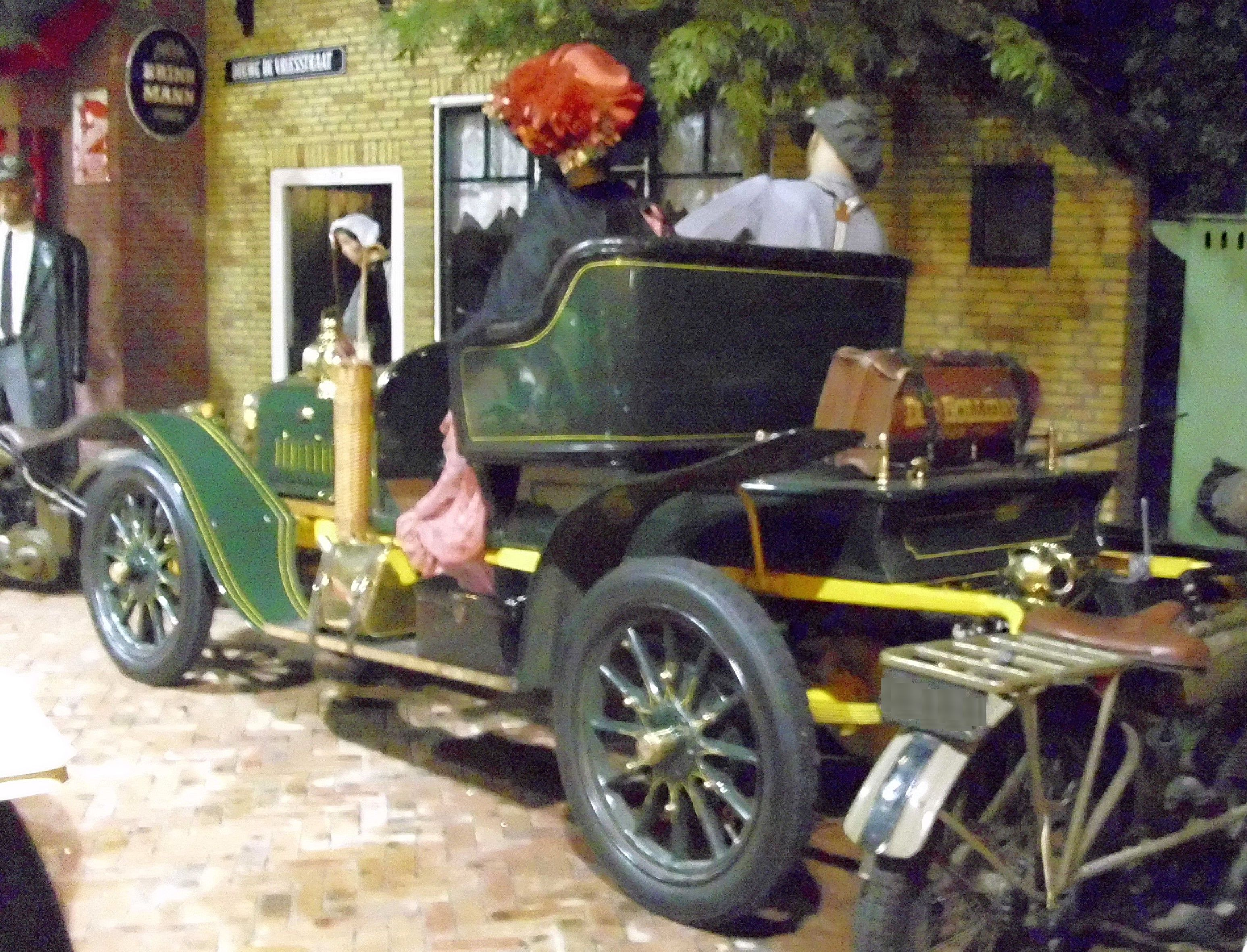
Heckansicht

Der Delage Type H war ein frühes Personenkraftwagenmodell der französischen Marke Delage.

## Beschreibung
Die nationale Zulassungsbehörde prüfte das Fahrzeug mit der Nummer 372 und erteilte am 28. März 1908 die Genehmigung. Delage bot das Modell nur 1908 an. Nachfolger wurde der Delage Type J. 
Ein Vierzylindermotor von De Dion-Bouton trieb die Fahrzeuge an. Er hatte 75 mm Bohrung und 100 mm Hub. Das ergab 1767 cm³ Hubraum. Der Motor war mit 12 Cheval fiscal eingestuft und leistete 15 PS. Er war das erste Vierzylindermodell von Delage.
Das Fahrgestell hatte 1180 mm Spurweite und 2475 mm Radstand. Das entsprach den schwächeren Delage Type F der Serie 5 und Type G. Als Aufbauten sind Doppelphaeton, Landaulet, Limousine und Phaeton überliefert.
Die Höchstgeschwindigkeit war mit 65 km/h angegeben.

## Stückzahlen und überlebende Fahrzeuge
Peter Jacobs vom Delage Register of Great Britain erstellte im Oktober 2006 eine Übersicht über Produktionszahlen und die Anzahl von Fahrzeugen, die noch existieren. Seine Angaben zu den Bauzeiten weichen in einigen Fällen von den Angaben der Buchautoren ab. Stückzahlen zu den Modellen vor dem Ersten Weltkrieg sind unbekannt. Für dieses Modell bestätigt er die Bauzeit mit 1908. Ein Fahrzeug existiert noch.